# Bolvadin
Bolvadin ist eine Stadt und ein Landkreis der türkischen Provinz Afyonkarahisar. Die Stadt liegt etwa 45 Kilometer östlich der Provinzhauptstadt Afyonkarahisar. Bolvadin beherbergt 74 Prozent der Landkreisbevölkerung.
Der Landkreis liegt im Osten der Provinz. Er grenzt im Westen an Çobanlar, im Nordwesten an Bayat, im Norden an Emirdağ, im Südosten an Sultandağı und im Süden an Çay. Die Stadt liegt an der Straße D 675, die Çay im Süden mit der Europastraße 90 im Norden nach Eskişehir verbindet. Im Süden des Kreises liegt der See Eber Gölü, in den der von Afyonkarahisar im Westen kommende Fluss Akarçay mündet. Im Nordwesten liegt der kleine See Özburun Göleti. Im Norden des Landkreises liegt ein Teil des Gebirges Emir Dağı.

Der Landkreis besteht neben der Kreisstadt noch aus zwei weiteren Gemeinden/Kleinstädten (Belediye): Dişli (2822 Einwohner in 10 Mahallesi) und Özburun (2054 Einwohner in 5 Mahalle). Daneben gibt es noch 14 Dörfer (Köy), sechs davon haben mehr als der Durchschnitt Einwohner (496). Kemerkaya (1679 Einwohner), Büyükkarabağ (1043) und Kurucaova (961) sind die größten Dörfer. Die Bevölkerungsdichte (48,2 Einwohner je km²) erreicht 90 Prozent des Provinzwertes (53,5 Einwohner je km²).

## Persönlichkeiten
- Ali Dere (* 1992), türkischer Fußballspieler
- Alper Potuk (* 1991), türkischer Fußballspieler